# Prolongata
Prolongata (z łaciny) – przedłużenie terminu ważności układu, umowy, płatności weksla, odroczenie terminu realizacji jakiegoś zobowiązania.
Jeżeli tak postanowiono w umowie, prolongata może nastąpić automatycznie, z upływem pierwotnie ustalonego terminu, po zaistnieniu lub niezaistnieniu wskazanych okoliczności. Przykładowo: umowa terminowa może zostać przedłużona na czas nieokreślony, jeżeli żadna ze stron nie wystąpi o zakończenie obowiązywania umowy.
Okolicznością uzasadniającą prolongatę może też być siła wyższa.